# Osová
Osová, bis 1924 Osové (deutsch Ossowa, auch Ossau) ist ein Ortsteil der Gemeinde Osová Bítýška in Tschechien. Er liegt fünf Kilometer nordwestlich von Velká Bíteš und gehört zum Okres Žďár nad Sázavou.

## Geographie
Osová befindet sich in der Talmulde des Baches Bílý potok im Krischanauer Bergland (Křižanovská vrchovina) im Süden der Böhmisch-Mährischen Höhe. Das Dorf liegt am Ufer der Teiche Okolník und Štěpnice. Im Süden erhebt sich der Duforty (561 m). Südlich des Dorfes verläuft die Bahnstrecke Brno–Havlíčkův Brod.
Nachbarorte sind Ondrušky im Norden, Březí im Nordosten, Březské im Osten, Křoví im Südosten, Vlkov im Süden, Osová Bítýška im Südwesten, Tři Dvory im Westen sowie Skřinářov im Nordwesten.

## Geschichte
Die erste urkundliche Erwähnung des Ortes erfolgte 1329 durch einen Zweig des Adelsgeschlechts von Ronow, der sich de Ossaw nannte. 1346 erfolgte die Nennung als Ossow. Der erste schriftliche Nachweis der Burg Ossow stammt aus dem Jahre 1348. 1364 wurde sie Ossau genannt. Besitzer der Herrschaft Ossow war im 14. bis 17. Jahrhundert lange Zeit das Adelsgeschlecht von Osové, das sich ab 1594 dann Osovský nannte. Zu Zeiten von Henricus de Ossaw (Jindřich z Osového a z Ronova, † vor 1373) umfasste die Herrschaft Ossaw im Jahre 1364 die Ortschaften Osová Bítýška, Ořechov, Vlkov, Staré Hamry, Březí, Hamry, Skřinářov, Nová Ves, die Hälfte von Kadolec und der Wald bei Chlístov. Ihm folgte Jan von Bechin (Jan z Bechyně), der einen kleinen Teil der Herrschaft an Jan den Älteren von Meziříčí verkaufte und die restlichen Güter an Hynko von Osové weiterreichte. Hynko verkaufte seinen Besitz an Čeněk von Ronow und dieser ihn 1372 an den Markgrafen Johann Heinrich. Anschließend gingen Osové und Osová Bítýška bis 1415 als markgräfliches Lehn in den Besitz von Jan d. Ä. von Meziříčí über. 1415 erwarb Zbyněk Doubravek von Doubravice durch Heirat die Herrschaft Osové, zu der die Dörfer Kadolec und Ořechov wieder hinzugekommen waren. Seine beiden Söhne Zbyněk und Zdeněk nannten sich Doubravský von Osové. Ihnen folgten Smil von Osové und ab 1481 gemeinschaftlich dessen Söhne Hynek und Sigmund. Nach Hyneks Tod erfolgte eine hälftige Güterteilung zwischen seinen Söhnen Smil und Jan Osovský von Doubravice.
Johann von Pernstein, der 1530 beide Teile aufgekauft hatte, ließ sie an der Landtafel Jan Polcar von Paračov zuschreiben. Ab 1555 waren die Rájecký auf Mírov Besitzer der Herrschaft, von ihnen kaufte sie 1590 Smil Osovský z Doubravice und erweiterte sie beträchtlich. Anstelle der seit 1541 als wüst beschriebenen Burg entstand vor 1581 das befestigte Wasserschloss Osowey. 1594 verkaufte Smil den Besitz an Alena Meziříčský von Lomnice. Von ihren Erben erwarb 1612 Jan Humpolecký von Rybenský die Herrschaft einschließlich der zugehörigen Dörfer Osová Bítýška, Borovník, Milešín, Březí, Skřinářov, Ondrušky, Rozseč, Vlkov und Nová Ves sowie der wüsten Burgen Víckov und Rysov für 22.000 Gulden. 1617 kaufte er von Kateřina von Čížkov das Gut Rojetín mit Vidonín hinzu. Während des Dreißigjährigen Krieges wurde die gesamte Herrschaft verwüstet und am 23. Mai 1638 brannte das Schloss nieder.

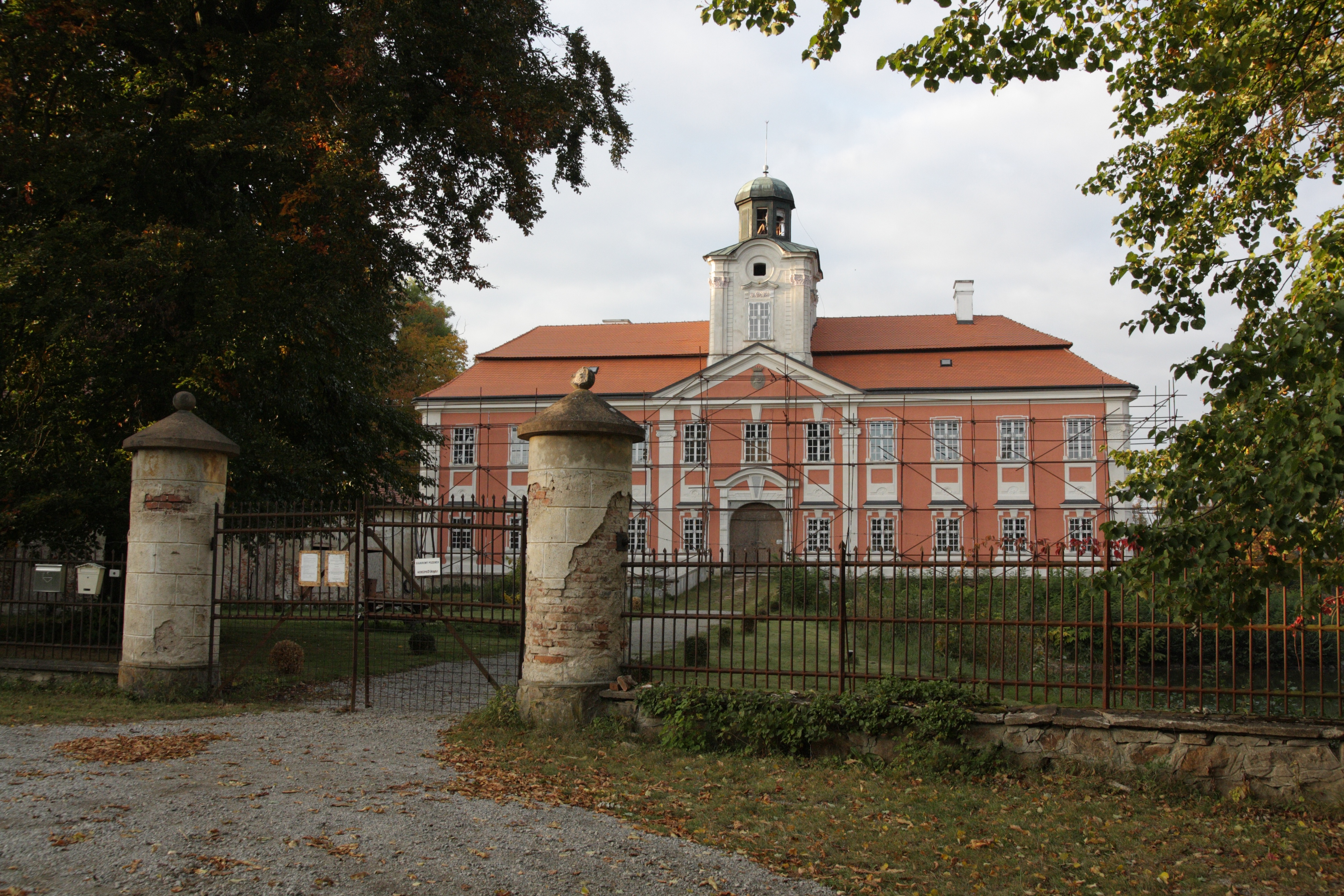
Schloss Osová

Zwischen Jan Humpoleckýs Töchtern Majdalena und Marie erfolgte 1662 eine Erbteilung, erstere erhielt Rojetín und Marie bekam Osové. In dieser Zeit erfolgte der Wiederaufbau des im Teich Okolník gelegenen Wasserschlosses. Sie kaufte Rojetín wenig später von ihrer Schwester zurück und überschrieb ihren Besitz 1693 an ihren vierten Mann Johann Veit Baron von Schwanenfeld. Schwanfeld verkaufte 1708 Ossowa zusammen mit Rojetin für 75.000 Gulden an Katharina Freiin von Waldorf. Unter den Herren von Waldorf wurde das Schloss barock umgestaltet. 1796 veräußerte Ignaz Graf von Waldorf die Herrschaft an Franz Kajetan Graf Chorinský, der sie 1797 den Grafen von Haugwitz verkaufte. Zwischen 1830 und 1830 machte Karl Graf Haugwitz das zuvor als Sommersitz genutzte Schloss zu seinem Sitz. Er ließ 1835 westlich des Schlosses einen Park anlegen. Ab 1865 war das Schloss zeitweilig Sitz des Rittmeisters Johann Friedrich von Harbuval-Chamaré, der mit Bertha von Haugwitz verlobt war.
Nach der Aufhebung der Patrimonialherrschaften bildete Osové ab 1850 einen Ortsteil der Gemeinde Osová Bítýška in der Bezirkshauptmannschaft Velké Meziříčí. 1866 wurde in Osové ein Choleralazarett und im Jahre darauf eine Wirtschaftsschule eingerichtet, die 1868 nach Velké Meziříčí verlegt wurde. Im Jahre 1869 hatte Osové 82 Einwohner und 1900 waren es 102. Besitzer der Herrschaft Osovská Bítiška und Rojetín war im Jahre 1900 Heinrich Graf Haugwitz. Zur Herrschaft gehörten außer dem Schloss Osové die vier Höfe Osové, Tři Dvory, Rojetín und Milešín sowie die beiden Hauptforstreviere Rohy und Víckov. 1924 wurde Osové in Osová umbenannt. 1930 hatte Osová 122 Einwohner. Das Schloss und die Güter der Grafen Haugwitz wurden 1945 infolge der Beneš-Dekrete konfisziert. 1950 lebten in dem Dorf 85 Menschen. Zu Beginn des Jahres 1961 wurde der Ort dem Okres Žďár nad Sázavou zugeordnet. 1965 kam das Schloss in die Rechtsträgerschaft des Bezirksnationalausschusses Žďár nad Sázavou, der es mit der Einrichtung für behinderte Kinder in Křižanov zusammenlegte. Seit dieser Zeit verkam das Schloss. Mitte der 1990er Jahre erfolgte der Verkauf des ruinösen Schlosses. Seitdem wurde es teilweise rekonstruiert. 1991 hatte der Ort 50 Einwohner. Im Jahre 2001 bestand das Dorf aus 25 Wohnhäusern, in denen 41 Menschen lebten.

## Sehenswürdigkeiten

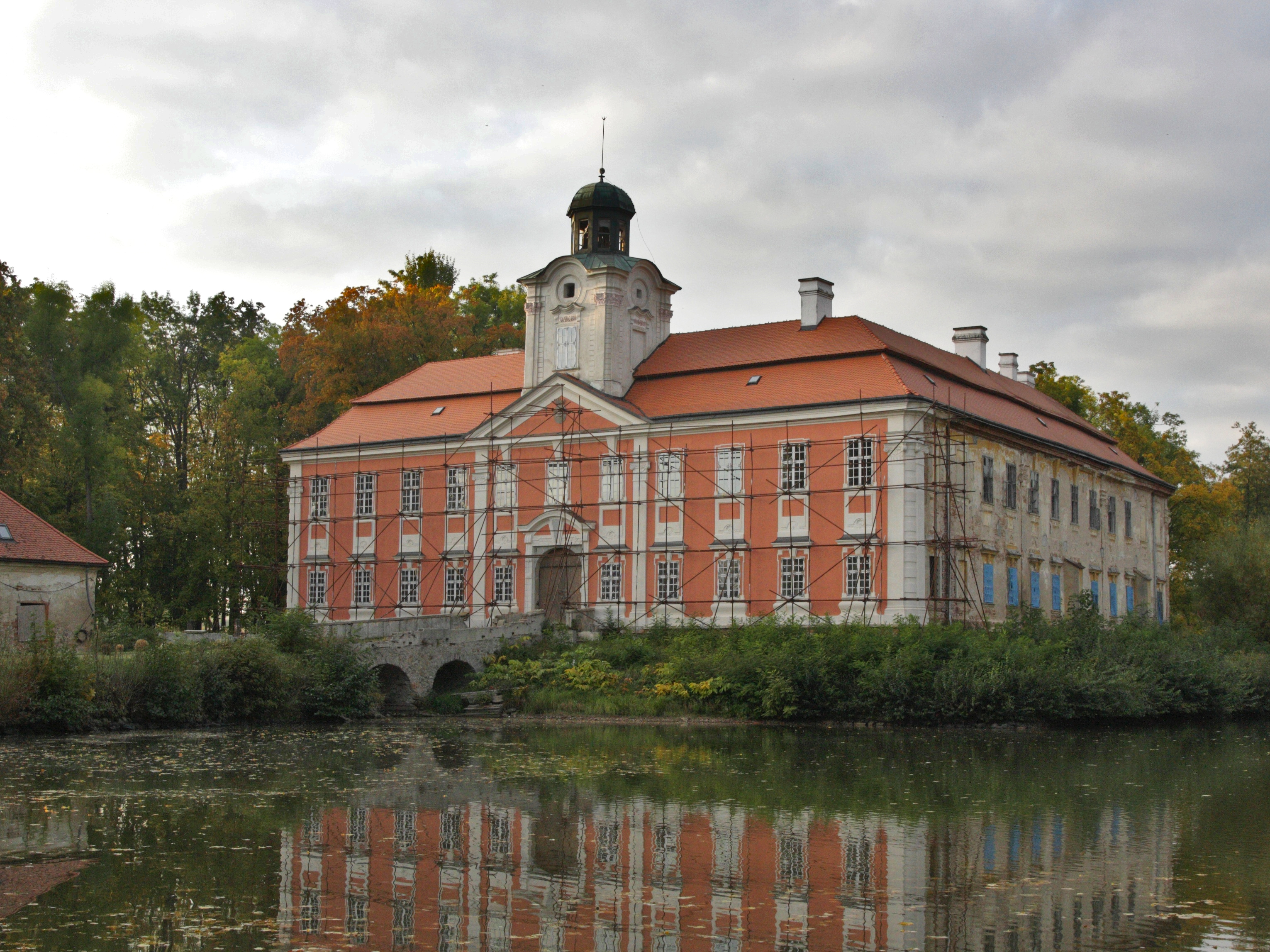
Schloss Osová

- Schloss Osová, das Schloss entstand zum Ende des 17. Jahrhunderts an Stelle einer seit 1348 nachweislichen und 1638 abgebrannten Wasserburg. Es befindet sich am Ufer des Teiches Okolník. Westlich des Schlosses liegt der 1835 angelegte Schlosspark. Das Schloss ist derzeit nicht zugänglich und steht seit 2020 erneut zum Verkauf.
- Galerie Sýpka, die in einem zwischen Osová Bítýška und Osová gelegenen barocken Speicher des Schlosses Osová aus dem Jahre 1669 eingerichtete Galerie besteht seit 1990 und ist von Mai–September geöffnet.